# 2007年のバロンドール

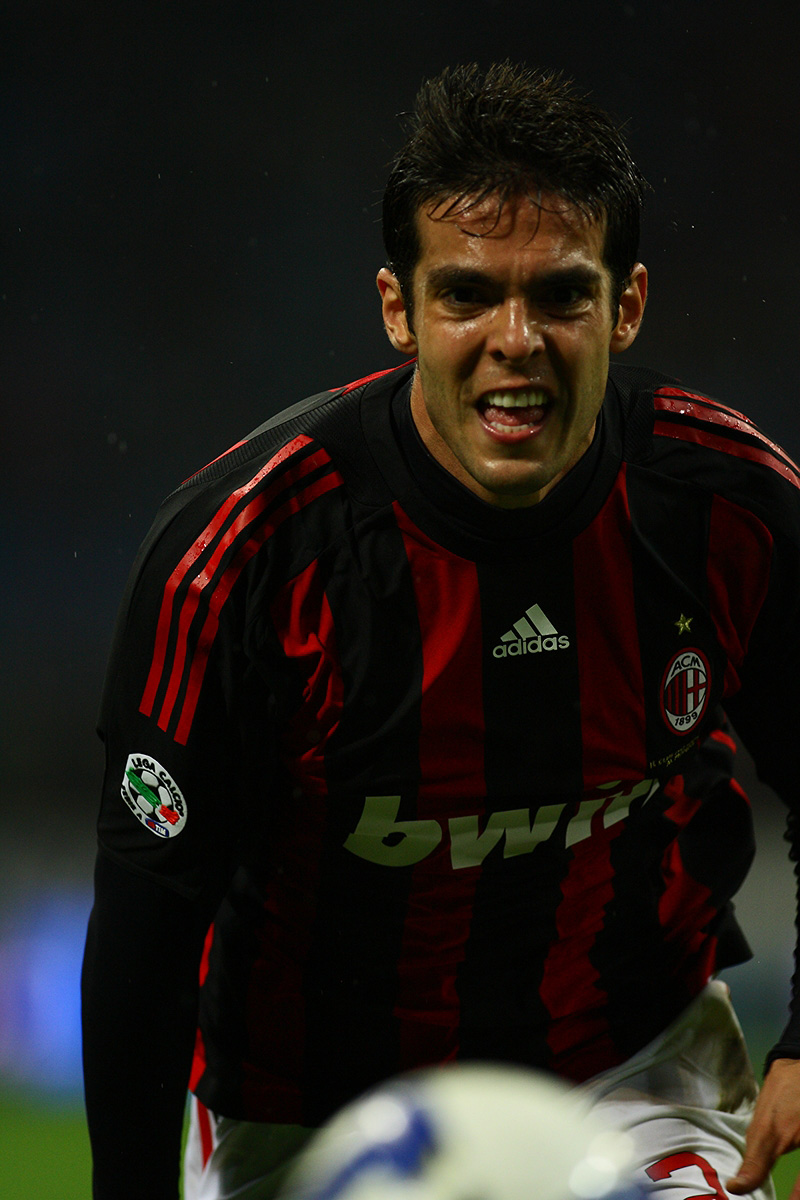
2007年のバロンドールを受賞したカカ

2007年のバロンドールは、世界各国のスポーツジャーナリストの投票によってサッカーの世界年間最優秀選手を決める賞で、ACミランのカカ（ブラジル）が受賞した 。授賞式は2007年12月2日に行なわれた。

## 概要
2007年度からは選考対象を全世界でプレーする選手に拡大し、同時に欧州以外のジャーナリストも投票に加わることになった 。
ブラジル国籍での受賞者は1997年と2002年のロナウド、1999年のリバウド、2005年のロナウジーニョがおり、カカは4人目の受賞者である。ACミラン所属の受賞者は1969年のジャンニ・リベラ、1987年のルート・フリット、1988年と1989年と1992年のマルコ・ファン・バステン、1995年のジョージ・ウェア、2004年のアンドリー・シェフチェンコらがおり、カカは6人目の受賞者である。

## 結果
| 順位 | 選手                           | 国籍             | 所属クラブ                                                | ポイント |
| ---- | ------------------------------ | ---------------- | --------------------------------------------------------- | -------- |
| 1    | カカ                           | ブラジル         | ACミラン                                                  | 444      |
| 2    | クリスティアーノ・ロナウド     | ポルトガル       | マンチェスター・ユナイテッド                              | 277      |
| 3    | リオネル・メッシ               | アルゼンチン     | バルセロナ                                                | 255      |
| 4    | ディディエ・ドログバ           | コートジボワール | チェルシー                                                | 108      |
| 5    | アンドレア・ピルロ             | イタリア         | ACミラン                                                  | 41       |
| 6    | ルート・ファン・ニステルローイ | オランダ         | レアル・マドリード                                        | 39       |
| 7    | ズラタン・イブラヒモビッチ     | スウェーデン     | インテル                                                  | 31       |
| 8    | セスク・ファブレガス           | スペイン         | アーセナル                                                | 27       |
| 9    | ロビーニョ                     | ブラジル         | レアル・マドリード                                        | 24       |
| 10   | フランチェスコ・トッティ       | イタリア         | ASローマ                                                  | 20       |
| 11   | フレデリック・カヌーテ         | マリ             | セビージャ                                                | 19       |
| 12   | ロナウジーニョ                 | ブラジル         | バルセロナ                                                | 18       |
| 13   | スティーヴン・ジェラード       | イングランド     | リヴァプール                                              | 17       |
| 14   | フアン・ロマン・リケルメ       | アルゼンチン     | ビジャレアル ボカ・ジュニアーズ                           | 15       |
| 15   | ダニエウ・アウヴェス           | ブラジル         | セビージャ                                                | 14       |
| 16   | フィリッポ・インザーギ         | イタリア         | ACミラン                                                  | 12       |
| 17   | フランク・リベリー             | フランス         | オリンピック・マルセイユ バイエルン・ミュンヘン           | 10       |
| 18   | パオロ・マルディーニ           | イタリア         | ACミラン                                                  | 8        |
| 19   | ジャンルイジ・ブッフォン       | イタリア         | ユヴェントス                                              | 7        |
| 19   | ペトル・チェフ                 | チェコ           | チェルシー                                                | 7        |
| 19   | ジェンナーロ・ガットゥーゾ     | イタリア         | ACミラン                                                  | 7        |
| 19   | ティエリ・アンリ               | フランス         | アーセナル / バルセロナ                                   | 7        |
| 19   | クラレンス・セードルフ         | オランダ         | ACミラン                                                  | 7        |
| 24   | ファビオ・カンナヴァーロ       | イタリア         | レアル・マドリード                                        | 5        |
| 24   | マイケル・エッシェン           | ガーナ           | チェルシー                                                | 5        |
| 26   | ウェイン・ルーニー             | イングランド     | マンチェスター・ユナイテッド                              | 4        |
| 27   | イケル・カシージャス           | スペイン         | レアル・マドリード                                        | 3        |
| 27   | ロジェリオ・セニ               | ブラジル         | サンパウロ                                                | 3        |
| 29   | ユニス・マフムード             | イラク           | アル・ガラファ                                            | 2        |
| 30   | ディミタール・ベルバトフ       | ブルガリア       | トッテナム                                                | 1        |
| 30   | サミュエル・エトオ             | カメルーン       | バルセロナ                                                | 1        |
| 30   | ライアン・ギグス               | ウェールズ       | マンチェスター・ユナイテッド                              | 1        |
| 30   | ギジェルモ・オチョア           | メキシコ         | クルブ・アメリカ                                          | 1        |
| 30   | カルロス・テベス               | アルゼンチン     | ウェストハム・ユナイテッド / マンチェスター・ユナイテッド | 1        |
| 30   | ロビン・ファン・ペルシ         | オランダ         | アーセナル                                                | 1        |

- 以下の選手はノミネートされたもののポイントを得られなかった。

| 選手                   | 国籍             | 所属クラブ                                      |
| ---------------------- | ---------------- | ----------------------------------------------- |
| エリック・アビダル     | フランス         | オリンピック・リヨン / バルセロナ               |
| デビッド・ベッカム     | イングランド     | レアル・マドリード / ロサンゼルス・ギャラクシー |
| デコ                   | ポルトガル       | バルセロナ                                      |
| マアマドゥ・ディアッラ | マリ             | レアル・マドリード                              |
| ジエゴ                 | ブラジル         | ヴェルダー・ブレーメン                          |
| ミロスラフ・クローゼ   | ドイツ           | ヴェルダー・ブレーメン / バイエルン・ミュンヘン |
| フローラン・マルダ     | フランス         | オリンピック・リヨン / チェルシー               |
| 中村俊輔               | 日本             | セルティック                                    |
| リカルド・クアレスマ   | ポルトガル       | ポルト                                          |
| ラウル・ゴンサレス     | スペイン         | レアル・マドリード                              |
| ポール・スコールズ     | イングランド     | マンチェスター・ユナイテッド                    |
| ルカ・トーニ           | イタリア         | フィオレンティーナ / バイエルン・ミュンヘン     |
| コロ・トゥーレ         | コートジボワール | アーセナル                                      |
| フェルナンド・トーレス | スペイン         | アトレティコ・マドリード / リヴァプール         |
| ダビド・ビジャ         | スペイン         | バレンシア                                      |